# Spletno oglaševanje
Spletno oglaševanje je marketinška praksa, ki vključuje promocijo izdelkov, storitev ali blagovnih znamk preko svetovnega spleta. V današnji digitalni dobi je spletno oglaševanje postalo ključno orodje za podjetja in organizacije, ki želijo doseči svoje ciljno občinstvo na spletu.

### Pomen spletnega oglaševanja v sodobnem svetu
Spletno oglaševanje je postalo ključno orodje za podjetja in organizacije v sodobnem svetu. S svojo sposobnostjo doseči veliko ciljno občinstvo, merjenja učinkovitosti kampanj in prilagajanja sporočil je postalo nepogrešljiv del marketinške strategije. 
Nekateri ključni vidiki pomembnosti spletnega oglaševanja vključujejo:
- Globalno doseženost: Internet omogoča podjetjem, da dosežejo ciljno občinstvo po vsem svetu, kar povečuje njihov potencial za rast in širitev na mednarodnih trgih.
- Merljivost uspešnosti: Spletno oglaševanje omogoča natančno merjenje rezultatov kampanj. To pomeni, da podjetja lahko spremljajo, kako dosegajo svoje cilje in prilagajajo svoje strategije na podlagi analize podatkov.
- Ciljanje potrošnikov: Spletno oglaševanje omogoča natančno ciljanje potrošnikov glede na demografske podatke, obnašanje na spletu in interese. To povečuje učinkovitost oglaševanja, saj se sporočila dostavljajo pravim ljudem ob pravem času.
- Interaktivnost in angažiranje: Interaktivne oblike spletnega oglaševanja, kot so interaktivni oglasi in družbena omrežja, omogočajo boljšo angažiranje uporabnikov in spodbujajo interakcijo s blagovno znamko.

Statistični podatki o naraščanju spletnega oglaševanja:
- Po podatkih Statista, se je svetovni prihodek od spletnega oglaševanja v letu 2022 ocenjeval na več kot 400 milijard dolarjev, kar predstavlja pomembno povečanje v primerjavi z letom 2021.
- Podatki IAB, mednarodne organizacije za spletno oglaševanje, kažejo, da je delež digitalnih oglaševalskih proračunov v skupnem oglaševalskem tortu še naprej naraščal.
- Po poročilu eMarketer, je več kot polovica svetovnega prebivalstva uporabnikov interneta in skoraj vsi ti uporabniki so izpostavljeni spletnim oglasom.

Te statistične podatke pričajo o nenehnem naraščanju pomembnosti spletnega oglaševanja in njegovem vplivu na globalni marketinški krajini. Spletno oglaševanje postaja nepogrešljivo orodje za podjetja, ki želijo doseči uspeh v sodobnem poslovnem okolju.

## Zgodovina spletnega oglaševanja
Spletno oglaševanje ima bogato zgodovino, ki seže v zgodnje dni interneta. Razvijalo se je vzporedno s tehnološkim napredkom in spremembami v načinu uporabe interneta. Spodaj so nekateri ključni mejniki v zgodovini spletnega oglaševanja:

### Zgodnji dnevi interneta
S prvim komercialnim brskalnikom Mosaic v začetku 90-ih let 20. stoletja so se začeli pojavljati prvi obliki spletnega oglaševanja. Oglasi so bili preprosti in pogosto so vključevali statične slike ali besedilne oglase.

### Pasice
Leta 1994 je podjetje HotWired (kasneje Wired.com) postavilo prve oglase v obliki pasic (angleško banner) na svoji spletni strani. To je bil prvi poskus monetizacije spletnih vsebin s pomočjo oglaševanja.

### Dot-com boom
V obdobju dot-com boom-a v poznih 90-ih letih so se začela pojavljati številna spletna podjetja, ki so vlagala v spletno oglaševanje, da bi pridobila več uporabnikov. To je pripomoglo k hitri rasti oglaševalskega sektorja na internetu.

### Google Ads (AdWords)
Google je leta 2000 uvedel program Google AdWords, ki je omogočil oglaševalcem, da se prikažejo v rezultatih iskanja na Googlu. To je postalo ključno za iskalno oglaševanje.

### Družbena omrežja in mobilno oglaševanje
S pojavom družbenih omrežij, kot sta Facebook in Twitter, ter rastjo uporabe mobilnih naprav, je spletno oglaševanje postalo bolj usmerjeno in prilagodljivo. Oglaševalci so začeli ciljati na uporabnike glede na njihove interese in lokacijo.

### Programatično oglaševanje
Programatično oglaševanje, ki omogoča avtomatizirano nakupovanje in prodajo oglasnega prostora, je postalo pomemben del spletnega oglaševanja v zadnjih letih. To je omogočilo bolj ciljano oglaševanje in boljšo uporabo podatkov.
Spletno oglaševanje je šlo skozi dramatično evolucijo od svojih začetkov in še naprej se razvija v odzivu na spremembe v tehnologiji, potrebah potrošnikov in novih pristopov k digitalnemu marketingu. V današnjem digitalnem svetu ima ključno vlogo pri promociji izdelkov, storitev in blagovnih znamk.

## Vrste spletnega oglaševanja
Spletno oglaševanje obsega različne vrste oglaševalskih praks, med njimi so:
- Prikazno oglaševanje: Oglaševalske pasice, oglasi vsebin in drugi vizualni elementi.
- Video oglaševanje: Oglaševanje preko video vsebin, kot so YouTube oglasi.
- Iskalno oglaševanje: Oglasi, ki se prikazujejo v rezultatih iskanja na spletnih iskalnikih.
- Družbena omrežja: Oglaševanje preko platform, kot so Facebook, Instagram, Twitter itd.

Spletno oglaševanje zajema različne oblike in platforme, ki omogočajo podjetjem, da dosežejo svoje ciljno občinstvo na spletu. Spodaj so opisane nekatere ključne vrste spletnega oglaševanja, skupaj s primeri:

### Prikazno oglaševanje
Prikazno oglaševanje vključuje prikazovanje slikovnih ali grafičnih oglasov na spletnih mestih, kot so spletne novice, blogi, portali in drugi medijski viri. Ti oglasi so običajno v obliki bannerjev ali kvadratnih oglasov.
Primer: spletna stran za športne novice prikazuje oglas za športne čevlje med branjem članka o nogometnih tekmovalcih.

### Video oglaševanje
Video oglaševanje vključuje predvajanje videoposnetkov z oglasi pred, med ali po spletnih vsebinah, kot so videoposnetki na YouTube ali na spletnih platformah za pretakanje vsebin.
Primer: Pred ogledom videa na YouTube se prikaže oglas za novo mobilno napravo.

### Iskalno oglaševanje
Iskalno oglaševanje se pojavi v rezultatih iskalnika, ko uporabniki iščejo določeno besedo ali frazo. To oglaševanje običajno temelji na ključnih besedah in plačanih povezavah.
Primer: Uporabnik, ki v iskalnik vpiše "najboljši pametni telefoni," v rezultatih iskanja vidi oglase za mobilne naprave.

### Družbena omrežja
Družbena omrežja ponujajo možnosti oglaševanja, ki vključujejo plačane objave, oglase in sponzorstva. Oglaševalci lahko ciljajo na uporabnike glede na demografske podatke, interese in vedenje.
Primer: Blagovna znamka športnih oblačil objavi plačano objavo na Facebooku, da doseže ljubitelje športa.

### Vsebinsko oglaševanje
Vsebinsko oglaševanje vključuje vključevanje oglaševalskih sporočil v vsebine, kot so članki, blogi in video vsebine. To omogoča bolj subtilno oglaševanje, ki se ne zdi moteče.
Primer: Bloger piše članek o potovanju in vključuje povezavo do potovalne agencije.

### E-poštno oglaševanje
E-poštno oglaševanje vključuje pošiljanje oglaševalskih sporočil in promocijskih ponudb preko elektronske pošte. To je učinkovita metoda za komuniciranje s strankami in potencialnimi strankami.
Primer: Podjetje pošlje e-poštno sporočilo s posebno ponudbo svojim naročnikom.
Te vrste spletnega oglaševanja predstavljajo le nekaj primerov, kako podjetja izkoriščajo različne strategije za dosego svojega ciljnega občinstva na spletu. Vsaka vrsta oglaševanja ima svoje prednosti in je primerna za različne marketinške cilje.

## Platforme in omrežja za spletno oglaševanje
Podjetja uporabljajo različne spletne platforme in omrežja za izvajanje svojih oglaševalskih kampanj. Nekateri priljubljeni primeri vključujejo Google Ads, Facebook Ads, LinkedIn Ads in številne druge.

### Google Ads
Google Ads (prej Google AdWords) je ena najbolj znanih platform za iskalno oglaševanje. Omogoča oglaševalcem, da se prikažejo v rezultatih iskanja na Googlu in drugih partnerskih spletnih mestih.

### Facebook Ads
Facebook Ads omogoča oglaševalcem, da ciljajo na uporabnike družbenega omrežja Facebook glede na demografske podatke, interese in vedenje. Prav tako vključuje oglaševanje na Instagramu, ki je del Facebookove platforme.

### LinkedIn Ads
LinkedIn Ads je namenjen poslovnemu omrežju LinkedIn in omogoča oglaševalcem, da ciljajo na poslovno usmerjeno občinstvo, kot so podjetniki in strokovnjaki.

### Twitter Ads
Twitter Ads omogoča oglaševalcem, da promovirajo svoje sporočilo na Twitterju, uporabnikom pa prikaže oglase v njihovem časovnem traku.

### Amazon Advertising
Amazon Advertising je namenjen oglaševanju na spletnem trgovcu Amazon. Oglaševalci lahko promovirajo svoje izdelke in prikažejo oglase v rezultatih iskanja na Amazonu.

### TikTok Ads
TikTok Ads omogoča oglaševalcem, da dosežejo mlajše ciljno občinstvo preko priljubljene platforme za deljenje kratkih videoposnetkov TikTok.

## Ciljanje in analitika
Spletno oglaševanje se izkaže z možnostjo natančnega ciljanja občinstva in uporabe analitičnih orodij za merjenje uspešnosti kampanj. Tako oglaševalci lahko bolje razumejo obnašanje uporabnikov in izboljšajo svoje oglaševalske strategije. Ključni vidiki ciljanja in analitike vključujejo:
- Demografsko ciljanje: Oglaševalci lahko ciljajo na uporabnike glede na starost, spol, lokacijo, izobrazbo in druge demografske faktorje.
- Vedenjsko ciljanje: Oglaševalci lahko ciljajo na uporabnike glede na njihovo preteklo vedenje na spletu, kot so obisk spletne strani, iskanje ključnih besed in nakupna navada.
- Retargeting: Oglaševalci lahko ciljajo na uporabnike, ki so že interagirali s spletno stranjo ali izdelki, vendar niso dokončali nakupa.
- A/B testiranje: Uporaba različnih različic oglasov in spletnih strani za ugotavljanje, kateri pristop deluje bolje.
- Analitična orodja: Uporaba orodij, kot so Google Analytics, za spremljanje obiska na spletni strani, stopnjo konverzije in druge pomembne metrike.

Natančno ciljanje in analitika sta ključna za uspešno spletno oglaševanje, saj omogočata oglaševalcem, da svoje proračune usmerijo v najučinkovitejše strategije in dosežejo najboljše rezultate.

## Pravila in etika
Spletno oglaševanje je podvrženo številnim etičnim in zakonodajnim vprašanjem. Regulativni organi in industrijske organizacije so postavili smernice in pravila za zagotavljanje poštenosti, preglednosti in varnosti v spletnem oglaševanju. Ključna vprašanja vključujejo:

### Občutljive vsebine
Etična vprašanja se pojavljajo pri oglaševanju občutljivih tem, kot so alkohol, tobak, zdravila in prehranski dodatki. Pravila za oglaševanje teh izdelkov so strožja zaradi potencialnih tveganj za potrošnike.

### Oglasna prevara
Oglaševalci se morajo izogibati zavajajočim in lažnim trditvam v svojih oglasih. Predstavitev izdelka ali storitve mora biti resnična in pregledna.

### Zasebnost podatkov
Zagotavljanje zasebnosti in varnosti podatkov uporabnikov je ključna etična vprašanja v spletnem oglaševanju. Uporaba osebnih podatkov za ciljano oglaševanje mora biti skladna z veljavnimi zakoni in regulacijami, kot je Splošna uredba o varstvu podatkov (GDPR).

### Oglasna blokada
Razširjenost ad-blockerjev predstavlja izziv za oglaševalce. Vendar pa se morajo oglaševalci truditi za pripravo oglasi, ki so manj moteči za uporabnike, in spoštovati njihovo izbiro glede uporabe ad-blockerjev.

### Samoregulacija in industrijski kodeksi
Industrijske organizacije, kot je Internet Advertising Bureau (IAB), so razvile kodekse ravnanja za oglaševalce, ki vključujejo smernice za etično oglaševanje na spletu.

### Zakonodaja
Različne države imajo svoje zakone, ki urejajo spletno oglaševanje. To vključuje zakone o varstvu potrošnikov, avtorske zakone in zakone o oglaševanju na področju zdravstva.
Pravila in etični standardi v spletnem oglaševanju so ključni za zaščito potrošnikov in ohranjanje zaupanja v oglaševalsko industrijo. Oglaševalci morajo biti pozorni na te smernice in zakone ter se zavzemati za etično in odgovorno oglaševanje na spletu.

## Izzivi in prihodnost spletnega oglaševanja
Spletno oglaševanje se sooča s številnimi izzivi, kot so ad-blockerji, zasebnost podatkov in naraščajoča konkurenca. Prihodnost spletnega oglaševanja bo verjetno vključevala nove tehnologije in strategije za premagovanje teh izzivov.